# Xã Highland-District 2, Quận Norton, Kansas
Xã Highland-District 2 (tiếng Anh: Highland-District 2 Township) là một xã thuộc quận Norton, tiểu bang Kansas, Hoa Kỳ. Năm 2010, dân số của xã này là 604 người.